# Nuoto ai Giochi della XXIII Olimpiade - 200 metri stile libero maschili
Hanno partecipato alle batterie di qualificazione 56 atleti: i primi 8 si sono qualificati per la finale A i successivi 8 invece si sono qualificati per la finale B.

## Record
Prima di questa competizione, il record del mondo (WR) e il record olimpico (OR) erano i seguenti.
|  | 1'47"55 | Michael Groß Germania Ovest       | 8 giugno 1984 Monaco di Baviera, Germania Ovest |
|  | 1'49"81 | Sergej Kopljakov Unione Sovietica | 21 luglio 1980 Mosca, Unione Sovietica          |

Durante l'evento sono stati migliorati i seguenti record:
| Data      | Evento     | Atleta       | Nazione        | Tempo   | Record |
| --------- | ---------- | ------------ | -------------- | ------- | ------ |
| 29 luglio | Batteria 7 | Michael Groß | Germania Ovest | 1'48"03 |        |
| 29 luglio | Finale     | Michael Groß | Germania Ovest | 1'47"44 |        |

## Batterie di qualificazione
| Pos | Batteria | Corsia | Atleta              | Nazione                 | Tempo   | Note             |
| --- | -------- | ------ | ------------------- | ----------------------- | ------- | ---------------- |
| 1   | 7        | 4      | Michael Groß        | Germania Ovest          | 1'48"03 | QA               |
| 2   | 6        | 4      | Michael Heath       | Stati Uniti             | 1'49"87 | QA               |
| 3   | 4        | 4      | Thomas Fahrner      | Germania Ovest          | 1'50"00 | QA               |
| 4   | 3        | 4      | Alberto Mestre      | Venezuela               | 1'50"73 | QA               |
| 5   | 5        | 4      | Jeffrey Float       | Stati Uniti             | 1'50"95 | QA               |
| 6   | 5        | 3      | Frank Drost         | Paesi Bassi             | 1'51"32 | QA               |
| 7   | 1        | 5      | Peter Dale          | Australia               | 1'51"42 | QA               |
| 8   | 7        | 5      | Marco Dell'Uomo     | Italia                  | 1'51"67 | QA               |
| 9   | 4        | 5      | Anders Holmertz     | Svezia                  | 1'51"70 | qB               |
| 10  | 6        | 5      | Thomas Lejdström    | Svezia                  | 1'51"76 | qB               |
| 10  | 4        | 3      | Alex Baumann        | Canada                  | 1'51"76 | qB r             |
| 12  | 2        | 3      | Paul Easter         | Gran Bretagna           | 1'51"80 | qB               |
| 13  | 5        | 6      | Juan Carlos Vallejo | Spagna                  | 1'51"97 | qB               |
| 14  | 3        | 5      | Andrew Astbury      | Gran Bretagna           | 1'52"01 | qB               |
| 15  | 2        | 5      | Hans Kroes          | Paesi Bassi             | 1'52"37 | qB               |
| 16  | 1        | 4      | Peter Szmidt        | Canada                  | 1'52"48 | qB               |
| 17  | 6        | 3      | Carlos Scanavino    | Uruguay                 | 1'52"70 | qB               |
| 18  | 5        | 5      | Justin Lemberg      | Australia               | 1'52"73 |                  |
| 19  | 7        | 5      | Borut Petrič        | Jugoslavia              | 1'52"74 |                  |
| 20  | 3        | 3      | Jorge Fernandes     | Brasile                 | 1'53"03 |                  |
| 21  | 2        | 8      | Cyro Delgado        | Brasile                 | 1'53"22 |                  |
| 22  | 2        | 4      | Paolo Revelli       | Italia                  | 1'53"46 |                  |
| 23  | 1        | 6      | Franz Mortensen     | Danimarca               | 1'54"09 |                  |
| 24  | 6        | 2      | Anthony Mosse       | Nuova Zelanda           | 1'54"12 |                  |
| 25  | 1        | 2      | Stéfan Voléry       | Svizzera                | 1'54"19 |                  |
| 26  | 7        | 2      | Hiroshi Sakamoto    | Giappone                | 1'54"71 |                  |
| 27  | 1        | 7      | Michael Miao        | Taipei cinese           | 1'55"01 | Record nazionale |
| 28  | 3        | 6      | Javier Miralpeix    | Spagna                  | 1'55"25 |                  |
| 29  | 6        | 6      | Jean-Marie François | Venezuela               | 1'55"28 |                  |
| 30  | 1        | 3      | Darjan Petrič       | Jugoslavia              | 1'55"68 |                  |
| 31  | 4        | 7      | César Sánchez       | Messico                 | 1'55"82 |                  |
| 32  | 3        | 2      | Gökhan Attaroglu    | Turchia                 | 1'55"92 |                  |
| 33  | 2        | 6      | Shigeo Ogata        | Giappone                | 1'55"97 |                  |
| 34  | 7        | 7      | Shen Jianqiang      | Cina                    | 1'56"08 |                  |
| 35  | 5        | 2      | Mike Davidson       | Nuova Zelanda           | 1'56"20 |                  |
| 36  | 2        | 2      | Thierry Jacot       | Svizzera                | 1'56"54 |                  |
| 37  | 7        | 6      | Fernando Cañales    | Porto Rico              | 1'56"60 |                  |
| 38  | 5        | 7      | Evert Johan Kroon   | Antille Olandesi        | 1'57"05 |                  |
| 39  | 3        | 7      | William Wilson      | Filippine               | 1'57"18 |                  |
| 40  | 2        | 7      | Sean Nottage        | Bahamas                 | 1'57"54 |                  |
| 41  | 6        | 7      | Scott Newkirk       | Isole Vergini Americane | 1'57"74 |                  |
| 42  | 4        | 2      | Carlos Romo         | Messico                 | 1'58"77 |                  |
| 43  | 4        | 6      | Fabián Ferrari      | Argentina               | 1'59"39 |                  |
| 44  | 7        | 1      | Mohamed Youssef     | Egitto                  | 1'59"71 |                  |
| 45  | 4        | 1      | Erik Rosskopf       | Isole Vergini Americane | 2'02"04 |                  |
| 46  | 2        | 1      | Samuela Tupou       | Figi                    | 2'02"22 |                  |
| 47  | 5        | 1      | Ingi Jónsson        | Islanda                 | 2'02"23 |                  |
| 48  | 6        | 1      | Tsang Yi Ming       | Hong Kong               | 2'03"11 |                  |
| 49  | 3        | 1      | Ng Wing Hon         | Hong Kong               | 2'03"66 |                  |
| 50  | 7        | 8      | Roberto Granados    | Guatemala               | 2'05"21 |                  |
| 51  | 1        | 1      | Rodrigo Leal        | Guatemala               | 2'05"96 |                  |
| 52  | 1        | 8      | Juan José Piro      | Honduras                | 2'12"51 |                  |
| 53  | 3        | 8      | Trevor Ncala        | eSwatini                | 2'15"30 |                  |
| 54  | 4        | 8      | Michele Piva        | San Marino              | 2'15"39 |                  |
| 55  | 5        | 8      | Percy Sayegh        | Libano                  | 2'20"76 |                  |
| 56  | 6        | 8      | Rami Kantari        | Libano                  | 2'25"43 |                  |

## Finale B
| Pos | Corsia | Atleta              | Nazione       | Tempo   | Note |
| --- | ------ | ------------------- | ------------- | ------- | ---- |
| 9   | 3      | Paul Easter         | Gran Bretagna | 1'51"70 |      |
| 10  | 6      | Juan Carlos Vallejo | Spagna        | 1'51"77 |      |
| 11  | 7      | Hans Kroes          | Paesi Bassi   | 1'52"36 |      |
| 12  | 4      | Anders Holmertz     | Svezia        | 1'52"44 |      |
| 13  | 8      | Carlos Scanavino    | Uruguay       | 1'52"54 |      |
| 14  | 1      | Peter Szmidt        | Canada        | 1'52"56 |      |
| 15  | 2      | Andrew Astbury      | Gran Bretagna | 1'53"02 |      |
| 16  | 5      | Thomas Lejdström    | Svezia        | 1'53"63 |      |

## Finale A
| Pos     | Corsia | Atleta          | Nazione        | Tempo   | Note |
| ------- | ------ | --------------- | -------------- | ------- | ---- |
| Oro     | 4      | Michael Groß    | Germania Ovest | 1'47"44 |      |
| Argento | 5      | Michael Heath   | Stati Uniti    | 1'49"10 |      |
| Bronzo  | 3      | Thomas Fahrner  | Germania Ovest | 1'49"60 |      |
| 4       | 2      | Jeffrey Float   | Stati Uniti    | 1'50"18 |      |
| 5       | 6      | Alberto Mestre  | Venezuela      | 1'50"23 |      |
| 6       | 7      | Frank Drost     | Paesi Bassi    | 1'51"62 |      |
| 7       | 8      | Marco Dell'Uomo | Italia         | 1'52"20 |      |
| 8       | 1      | Peter Dale      | Australia      | 1'53"84 |      |